# جيم لورد
جيم لورد (بالإنجليزية: Jim Lord)‏ هو محامي وسياسي أمريكي، ولد في 26 نوفمبر 1948، وتوفي في 6 يونيو 2008. انتخب عضو مجلس ولاية مينيسوتا.